# Eduard Hummitzsch

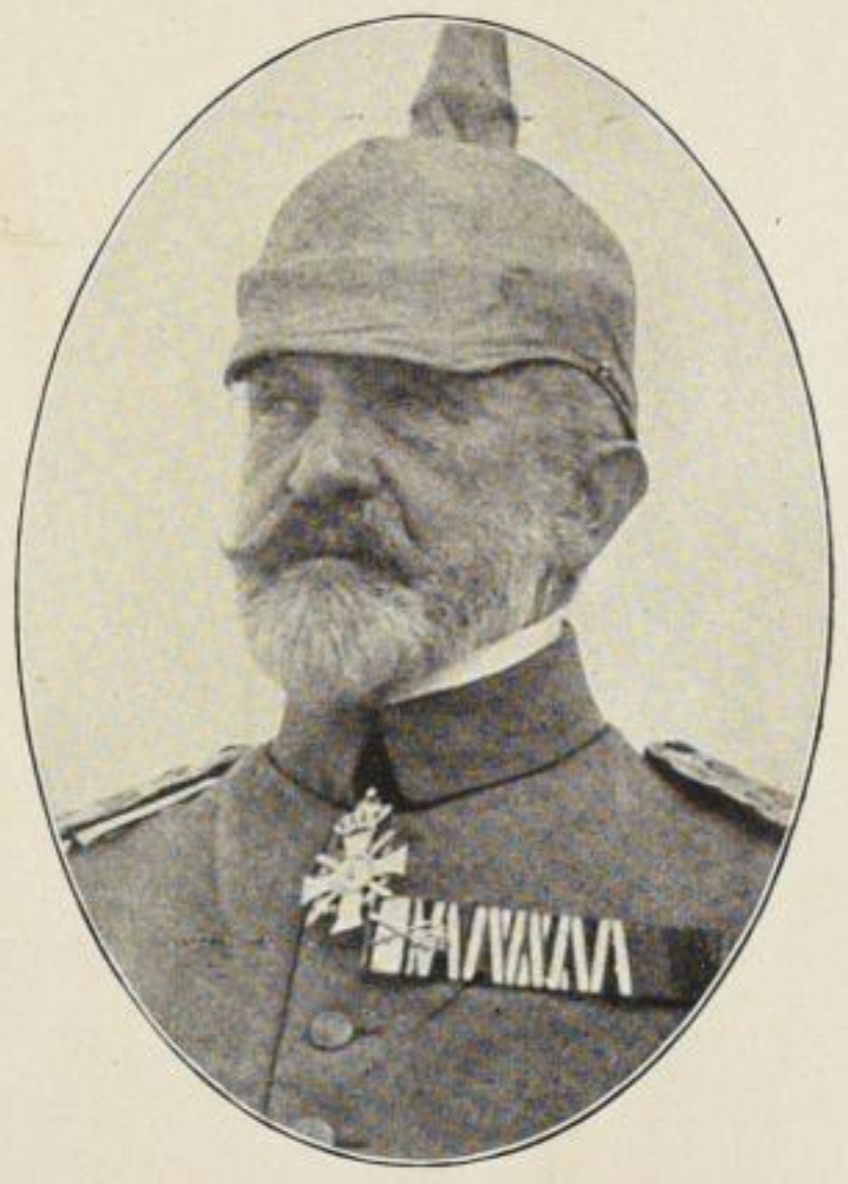
Eduard Hummitzsch

Traugott Eduard Hummitzsch (* 29. November 1846 in Markritz bei Nossen; † 17. Oktober 1917 in Dresden) war ein sächsischer Generalmajor.

## Leben

### Karriere
Hummitzsch trat während des Krieges gegen Preußen im Juli 1866 als Fähnrich in das 12. Infanterie-Bataillon der sächsischen Armee ein und avancierte am 23. August desselben Jahres noch zum Leutnant. Er beteiligte sich dabei am Rückzug nach Böhmen, den die sächsische Armee zur Vereinigung mit der österreichischen Armee vollzog. Nach der Neuorganisation der sächsischen Armee wurde er 1868 dem Infanterie-Regiment „König Georg“ (7. Königlich Sächsisches) Nr. 106 überwiesen. Im Oktober 1868 wurde er Bataillons-Adjutant. Er nahm nach Beförderung in dieser Eigenschaft den Krieg gegen Frankreich mit und wurde am 9. Dezember 1870 zum Oberleutnant und Regiments-Adjutanten befördert. Für sein Wirken wurde mit dem sächsischen Verdienstorden 1. Klasse mit Schwertern und dem Eisernen Kreuz II. Klasse ausgezeichnet.
Die späteren Jahre war er dann in Straßburg, Dresden und Leipzig stationiert. Er wurde am 25. Mai 1876 zum Hauptmann und Kompaniechef im 6. Infanterie-Regiment Nr. 105 „König Wilhelm II. von Württemberg“ befördert. Er wurde am 1. April 1887 zum überzähligen Major befördert und als Bataillonskommandeur zum 1. Königlich Sächsischen Leib-Grenadier-Regiment Nr. 100 versetzt. Er wurde am 16. September 1891 zum Oberstleutnant befördert und als etatsmäßiger Stabsoffizier zum 10. Infanterie-Regiment Nr. 134 versetzt. Er wurde am 30. März 1895 zum Oberst befördert und zum Vorstand des Bekleidungsamtes des XII. (I. Königlich Sächsisches) Armee-Korps in Dresden ernannt. Am 20. Juni 1896 wurde er zur Disposition gestellt und zum Garnisonsverwaltungsdirektor in Dresden ernannt. und nahm 1901 seinen endgültigen Abschied.
Nach Ausbruch des Ersten Weltkrieges wurde Hummitzsch reaktiviert und am 11. November 1914 zum Kommandeur des Königlich-Sächsischen Landwehr-Infanterie-Regiments Nr. 133 ernannt. Er führte das Regiment an verschiedenen schweren Kämpfen an der Ostfront, erhielt am 14. Juli 1915 den Charakter eines Generalmajors, und wurde bei einem schwierigen Ritt über offenes Gelände, das in feindlichen Artilleriefeuer lag, am 23. August 1915 bei Brest-Litowsk schwer verwundet. Er wurde für Verdienste am 2. Oktober 1915 mit dem Ritterkreuz des Militär-St.-Heinrichs-Ordens ausgezeichnet. Schon im Februar 1915 wurde er mit dem Eisernen Kreuz I. Klasse ausgezeichnet. Er wurde in einer Breslauer Klinik und dem Dresdner Carolahaus behandelt.
Sonst war er auch Kommandeur des Hausorden vom Weißen Falken, Ritter III. Klasse des Orden der Eisernen Krone und Ritter I. Klasse des Norwegischen Ordens des heiligen Olaf.

### Familie
Er war verheiratet. 1878 wurde eine Tochter in Straßburg geboren.